# 뉴헤브리디스 제도
뉴헤브리디스(영어: New Hebrides) 또는 누벨에브리드(프랑스어: Nouvelles-Hébrides)는 남태평양에 있는, 현재의 바누아투 지역 군도를 1980년까지 부르던 명칭이었다. 이곳은 프랑스와 영국의 식민통치를 받고 있었던 군도로서, 제임스 쿡선장이 방문한 후 18세기에 영국과 프랑스가 식민지화하였다. 1906년 이 두 국가는 공식적으로 영국-프랑스 간의 공동통치령으로 만들고, 이는 1980년 바누아투가 독립하기까지 이어지게 된다.
뉴헤브리디스 공동통치령은 두 지역으로 나뉘었다. 한 지역은 영어권 지역이었고 다른 하나는 프랑스어권 지역이었다. 영국과 프랑스의 통치가 끝나고 나서도, 현재 바누아투의 학교에서는 이 영향으로 각각 서로 다른 언어를 이용하여 교육시키고 있으며, 이는 각 정당들에게도 해당되고 있다.

## 특이한 정치 시스템
뉴헤브리디스는 주권이 두 유럽 강대국에 의해서 나뉘어 있었다. 공동통치 기간 하에 뉴헤브리디즈는 세 정부로 나뉘어 통치되었는데, 프랑스 정부가 다스리는 곳, 영국 정부가 다스리는 곳, 또 1975년 이후 제한적으로 선출된 공동 행정부이다.
프랑스와 영국의 통치 기관은 사무관을 중심으로 이루어졌었다. 각각의 통치기관은 같은 수의 대표자를 보유하고 있었으며, 이들은 반대쪽의 의견을 들을 수 있는 고문도 같은 수로 두고 있었다. 이 두 통치 기관은 거의 정확하게 균형을 이루고 있었다.
공동 정부는 원주민과 유럽인으로 모두 공무원을 편성하였으며, 정부는 우편제도, 라디오 방송국, 인구조사, 인프라 제공 외 기타 여러 활동을 관할하고 있었다. 뉴헤브리디스의 주요 도시인 산토와 포트 빌라는 모두 시 위원회를 가지고는 있었으나, 공동정부의 권력에 비해 주민들에게 직접적이거나 큰 영향력은 끼치지 못하였다.
현지주민들은 영국 관습법이나 프랑스 민법 중 하나를 선택하여 재판을 받을 수 있었다. 해외 방문객 역시 두 나라의 입국절차 중 하나를 선택할 수도 있었으며, 기업을 설립할 때도 각기 다른 법률에 의거하여 설립할 수 있었다. 이 두 법률제도 외에도 멜라네시안 전통으로 판결하는 제 3법원도 존재하고 있었다. 한가지 특이사항은 멜라네시안 관습에 의거하는 재판소의 재판장은 스페인의 왕에 의해 지명되었으며, 영국과 프랑스는 제 3법원에 대해 임명권리가 없었다.
뉴헤브리디스에는 두 재판소와 두 교도소 즉 영국식과 프랑스식이 존재하고 있었다. 경찰병력의 경우도 두 수장 아래 동일한 두 경찰관 그룹-영국과 프랑스의 경찰병력이 서로 교대하면서 임무를 수행했다.
언어는 통치 시스템에 심각한 장애물이었는데, 모든 서류들은 다른 쪽에 전달될 때에 번역을 해야 하는 불편함이 있었으며, 그 문서를 접수한 쪽에서 다시 답변을 보낼 때도 그 답변을 다시 한번 번역하여야 하였다. 비슬라마는 이 두 언어 사이에서 교량적 역할을 수행하고 있었다.

## 같이 보기
- 코코넛 전쟁
- 프랑스 식민 제국
- 프랑스 식민지와 영향권 목록
- 대영 제국
- 뉴헤브리디스의 행정대표자 목록
- 뉴헤브리디스의 우편 역사와 우표
- 바누아투의 역사

## 참고 자료
- Peck, John G.; Robert J. Gregory (2005). “A Brief Overview of the Old New Hebrides” (PDF). Palmerston North, New Zealand: School of Psychology, Massey University. 2008년 2월 5일에 확인함.